# Psi2 Orionis
Pour les articles homonymes, voir Psi Orionis.
Désignations
Psi2 Orionis (en abrégé ψ2 Ori) est une étoile triple de la constellation d'Orion. Elle est visible à l'œil nu avec une magnitude apparente d'environ 4,6. D'après la mesure de sa parallaxe annuelle par le satellite Gaia, le système est distant d'environ ∼ 1 090 a.l. (∼ 334 pc) de la Terre. Il s'éloigne du Système solaire à une vitesse radiale d'environ +19 km/s.
La composante la plus brillante, désignée Psi2 Orionis A, est une binaire spectroscopique à raies doubles, ce qui signifie que les raies d'absorption des deux étoiles peuvent être discernées dans le spectre. Elles tournent l'une autour de l'autre selon une période orbitale de 2,526 jours et avec une faible excentricité de 0,04. Cette orbite proche fait que les deux étoiles se déforment mutuellement en raison de leur interaction gravitationnelle, si bien que le système est une variable ellipsoïdale. L'inclinaison du plan orbital (environ 60°) est assez élevée pour que le système forme également une binaire à éclipses rasante. Durant l'éclipse de la composante primaire, sa magnitude visuelle est réduite de 0,06, tandis que l'éclipse secondaire voit la magnitude baisser de 0,03. Ces variations de luminosité ont conduit l'étoile à être également classée comme une variable de type Beta Cephei, mais aucune preuve de pulsations qui se superposeraient à la variabilité due à la rotation ellipsoïdale et aux éclipses n'a été trouvée,.
Le spectre combiné de Psi2 Orionis A correspond à une étoile sous-géante bleu-blanc de type spectral B2 IV. La composante primaire, ψ2 Ori Aa, est une géante bleue de type spectral B1 III qui est 9,60 fois plus massive que le Soleil. Son compagnon, ψ2 Ori Ab, est quant à lui une étoile bleu-blanc de la séquence principale de type B2 V qui est 7,06 fois plus massive que le Soleil. La troisième composante du système, ψ2 Ori B, est une étoile de magnitude 8,62 qui était située à une séparation angulaire de 3,0 secondes d'arc et à un angle de position de 328° de ψ2 Ori A, le tout en 2022. Elle est 2,32 fois plus massive que le Soleil.